# Брненський метрополітен
Брненський метрополітен (чеськ. Brněnská podzemní draha) — плануємий до створення у 2030 році штадтбан в Чехії, як один з основних засобів міського транспорту в Брно.

## Варіанти
У 1974 році в столиці Чехословаччини Празі була відкрита перша лінія метро. Після цього почали з'являтися пропозиції побудувати аналогічні ефективні штадтбани в інших великих містах країни: у столиці союзної республіки Словаччини Братиславі планувався традиційний метрополітен, а в менш великому, але другому за величиною в Чехії та головному місті Моравії Брно — штадтбан.
Початковий план був такий: створити швидкісний трамвай у напрямку Veveří — Moravské naměstí — Hlavní nadraží — Zvonařka з використанням тунелів в центрі. Пізніше було запропоновано побудувати лінію тільки по напрямку Sokolnice — Telnice.
За планованими тунелях залізничного типу можливий рух рухомого складу як швидкісного трамвая, так і традиційного метрополітену або примісько-міського поїзда S-Bahn, які в даний час також розглядаються як перспективні варіанти до 2030 року.